# Tê tê Java
Tê tê Java, danh pháp hai phần: Manis javanica, còn gọi là trút Java (tiếng Pháp gọi là Tê tê Mã Lai, tiếng Anh là Tê tê Sunda) là loài động vật có vú thuộc Bộ Tê tê (Pholidota) với bản địa Đông Nam Á bao gồm Thái Lan, Indonesia (các đảo Java, Sumatra, Borneo và quần đảo Sunda nhỏ), Philippines, Việt Nam, Lào, Campuchia, Malaysia và Singapore.
Tại Việt Nam, tê tê Java sinh sống ở miền Nam trở ra đến vùng Quảng Nam.

## Hình dạng
Tê tê Java có vảy bao phủ thân mình chỉ chừa phần bụng và mặt trong tứ chi. Ở những phần đó có lông thưa. Chân chúng có móng dài và cong. Đuôi chúng khá dài, hơn 4/10 chiều dài. Đuôi khỏe, chắc thịt; chỏm đuôi có da trơn, có thể vin bám vào cành cây khi leo trèo. Con trút trung bình dài 77,5–100 cm.
Chiều dài đầu và thân: 40 – 65 cm. Chiều dài đuôi: 35 – 56 cm. Trọng lượng:: Trung bình 6 – 8 kg (có khi lên đến 9 – 12 kg). Hình thái: Đuôi có khoảng 28 hàng vảy theo chiều dọc, 8 hàng vảy theo chiều ngang (3 hàng vảy mặt trên, 3 hàng vảy mặt dưới, 2 hàng mép đuôi). Thân có 16 – 19 hàng vảy. Cơ thể còn phủ thêm một lớp lông tơ mỏng và thưa xen vào các lớp vảy. Tai ngoài bị tiêu giảm. Tập tính: Hoạt động vào ban đêm. Đào hang sống dưới đất. Thức ăn chủ yếu là mối và kiến.

## Phân biệt
Cũng phổ biến ở Việt Nam là tê tê vàng (Tê tê Trung Quốc). Tê tê Java có họ hàng gần gũi với Tê tê Trung Quốc. Tuy nhiên Tê tê Java lớn hơn, màu sáng hơn và có móng chân ngắn hơn Tê tê Trung Quốc. Ngoài ra Tê tê Java có những đặc điểm sau đây: vành tai gần như không có, chỉ có gờ nổi; lòng bàn chân trước có da trơn; tỷ lệ phần đuôi dài hơn; và vảy bọc sống mũi xuống gần sát lỗ mũi.

## Tình trạng bảo tồn

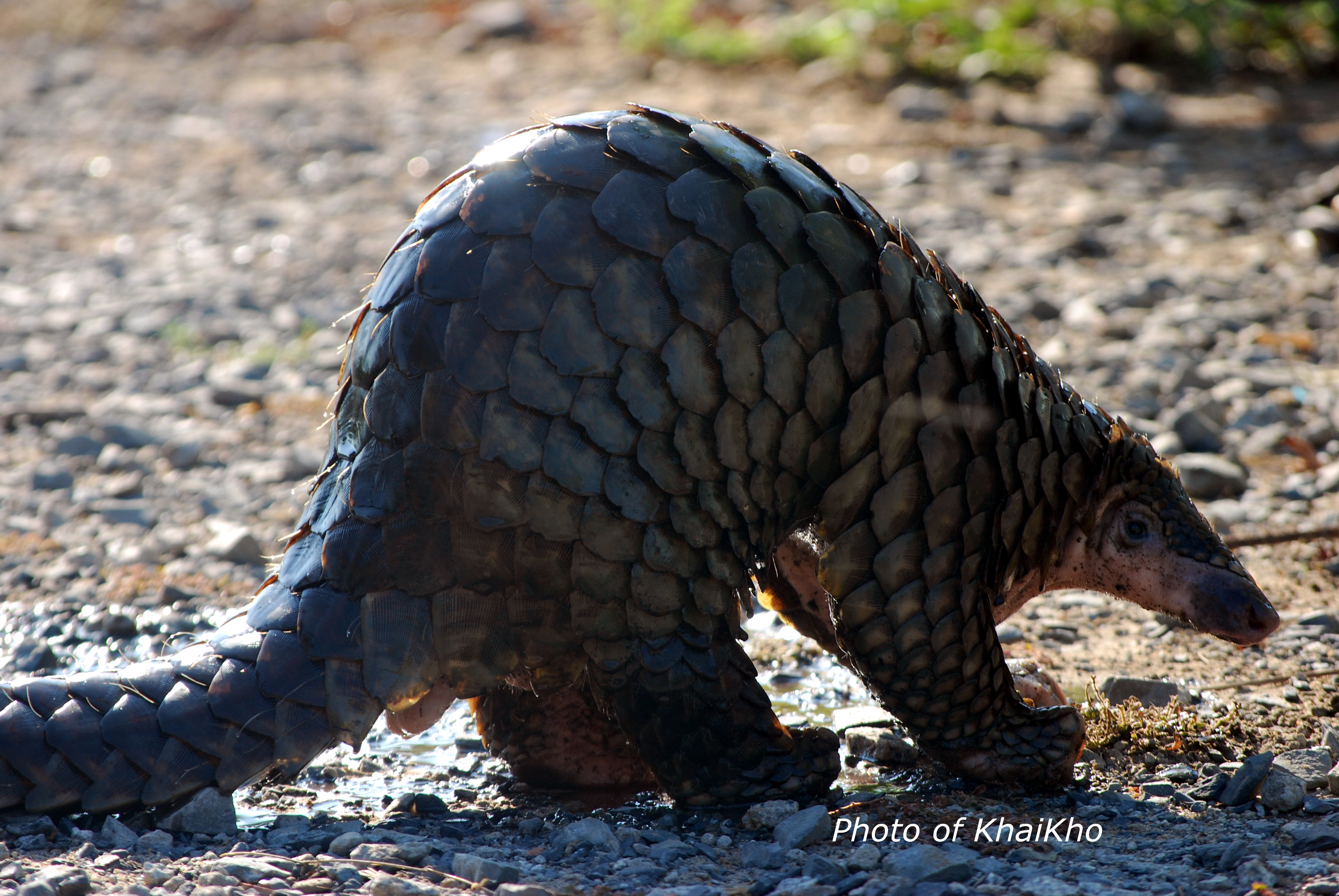
Một con tê tê Java ở Việt Nam

Số lượng giảm đi nhanh chóng do nạn săn bắt quá mức. Nghị định Số 160/2013/NĐ-CP (Nghị định về tiêu chí xác định loài và chế độ quản lý loài thuộc Danh mục loài nguy cấp, quý, hiếm được ưu tiên bảo vệ). Nghị định 32/2006/NĐ-CP: Nhóm IB (Nghiêm cấm khai thác vì mục đích thương mại). Sách đỏ Việt Nam (2007): EN (Nguy cấp). IUCN: CR (Cực kỳ nguy cấp). Công ước CITES: Phụ lục II.